# 토니 립
토니 립(Tony Lip, 1930년 7월 30일 ~ 2013년 1월 4일)은 미국의 배우였고 가끔 작가였다.
그는 HBO 시리즈인 《소프라노스》에서 범죄의 두목인 카르미네 루퍼타치를 연기한 것으로 가장 잘 알려져 있다. 립은 《도니 브래스코》의 실제 보난노 범죄 가족 폭력배 필립 지아코네와 《좋은 친구들》의 루체세 범죄 가족 폭력배 프란체스코 만조를 묘사했다. 그가 프랜시스 포드 코폴라와 루이 디지아모를 처음 만난 것은 코파카바나 나이트클럽에서였는데, 영화 데뷔작인 《대부》에서 작은 역할을 하게 되었다. 그는 또한 《Shut Up and Eat!》(2005년)이라는 책을 공동 집필했다.
아프리카계 미국인 클래식 피아니스트 돈 셜리의 운전사 겸 경호원으로 활동하던 1960년대 초 그의 삶은 비고 모텐슨이 그린 2018년 영화 《그린 북》에서 극화되었다.

## 개인의 삶과 죽음
립은 1999년 사망한 아내 돌로레스 발레롱가와 함께 뉴저지주 퍼래머스에 거주했다.
립은 2013년 1월 4일 뉴저지주 티넥에서 82세의 나이로 사망했다. 그는 아들 닉 발레롱가와 프랭크 발레롱가 주니어, 동생 루디 발레롱가, 그리고 한 명의 손자가 생존했다.

## 영화
- 대부 (영화)
- 뜨거운 오후
- 성난 황소 (1980년 영화)
- 이어 오브 드래곤
- 탈옥 (1989년 영화)
- 좋은 친구들 (1990년 영화)
- 29번가의 기적
- 미녀 드라큐라
- 누가 왕초지?
- 도니 브래스코
- 소프라노스